# 앨 매키니스
 앨 매키니스(영어: Al MacInnis) 또는 앨런 매키니스(영어: Allan MacInnis, 1963년 7월 11일~)는 캐나다의 아이스하키 선수, 지도자이다. 선수 시절 포지션은 수비수였으며, 캘거리 플레임스와 세인트루이스 블루스에서 뛰면서 내셔널 하키 리그(NHL)에서 23번의 시즌 동안 활약했다. 1981년 NHL 신인 드래프트 당시에 캘거리 플레임스에게 우선 순위 15위로 지명되었으며, NHL 올스타팀에 13번이나 선정되었다. 1989년에는 소속팀인 캘거리 플레임스의 스탠리 컵 우승에 기여하여 그 시즌의 MVP 선수에게 주는 콘 스미스 트로피를 받았으며, 1999년에 세인트루이스 블루스 소속으로 뛸 때에는 최고의 수비수에게 주는 제임스 노리스 메모리얼 트로피를 받았다.
NHL 입성 전에는 온타리오 하키 리그(OHL)에서 보비 오어와 함께 수비수 최다 골 기록을 세웠으며, OHL 시절 소속 팀인 키치너 레인저스의 OHL 챔피언십 우승 2번과 메모리얼 컵 우승에 기여하였다. 매키니스는 샷으로 상대 골텐더인 마이크 리엇의 마스크를 부순 것으로 대중들에게 잘 알려져 있다. 그는 캐나다 국가대표 선수로도 활약하여 1991년 캐나다컵의 우승에 기여했으며, 두 번의 올림픽에 참가하였다. 두번째 올림픽인 2002년 솔트레이크시티 올림픽에서는 금메달 획득에 기여했으며, 이는 50년 만에 이뤄낸 캐나다 아이스하키 국가대표팀의 올림픽 우승이다.
2003-04 NHL 시즌 도중에 눈에 부상을 입게 되어 은퇴하게 되었다. 은퇴 후인 2007년에 하키 명예의 전당에 헌액되었으며, 현역 시절의 등 번호 2번은 캘거리 플레임스와 세인트루이스 블루스에서 각각 기념 번호와 영구 결번이 되었다. 은퇴 후에 세인트루이스 블루스 조직 위원회의 부회장을 역임했다.

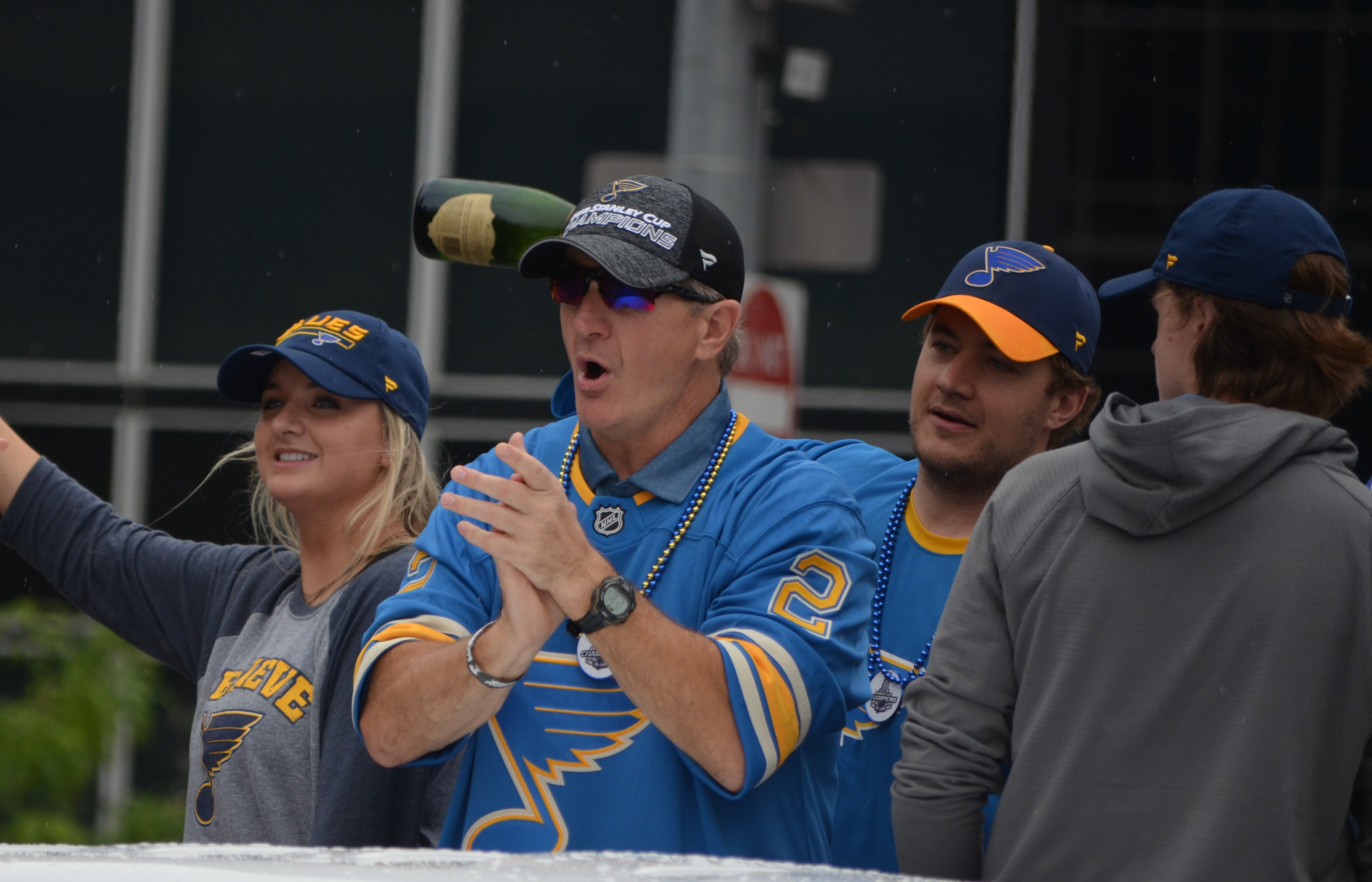
2019년 6월 세인트루이스 블루스 우승 퍼레이드 당시의 매키니스